# 2022 en handball
| Années du handball : 2019 - 2020 - 2021 - 2022 - 2023 - 2024 - 2025    |
| Décennies du handball : 1990 - 2000 - 2010 - 2020 - 2030 - 2040 - 2050 |

Cet article présente les faits marquants de l'année 2022 en handball.

## Par dates
- Du 13 au 30 janvier : 15e édition du championnat d'Europe masculin en Hongrie et en Slovaquie (cf. ci-dessous).
- 19 mars : profitant de la disqualification de la Russie, la Belgique se qualifie pour le Championnat du monde après sa victoire face à la Slovaquie lors des qualifications européennes (en). C'est un exploit historique pour le handball belge qui va ainsi participer à son premier tournoi majeur.
- Du 4 au 20 novembre : 15e édition du championnat d'Europe féminin en Slovénie, en Macédoine du Nord et au Monténégro (cf. ci-dessous).
- Du 9 au 19 novembre : Championnat d'Afrique des nations féminin de handball 2022.

## Par compétitions

### Championnat d'Europe masculin
La 15e édition du Championnat d'Europe masculin de handball se déroule du 13 au 30 janvier 2022 en Hongrie et en Slovaquie.
L'Espagne, vainqueur des deux dernières éditions, remet son titre en jeu et atteint à nouveau la finale de la compétition mais est battue par la Suède. Après 20 ans sans titre, les Suédois remportent leur cinquième titre de champion d'Europe après les victoires en 1994, 1998, 2000 et 2002. Dans le match pour la 3e place, le Danemark, double champion du monde en titre, s'impose face à la France, championne olympique 6 mois plus tôt.
Néanmoins, la compétition a été fortement perturbée par la recrudescence de la pandémie de Covid-19 liée au variant Omicron : tous les matchs en Slovaquie ont été joués avec une jauge de 25 % et plus d'une centaine de joueurs et de membres du staff ont été contraints de rester isolés plusieurs jours après qu'un test quotidien se soit révélé positif.
Statistique et récompenses
- Meilleur joueur : Jim Gottfridsson,  Suède
- Meilleur buteur : Ómar Ingi Magnússon,  Islande, 59 buts

Équipe type
- meilleur gardien de but : Viktor Gísli Hallgrímsson,  Islande
- meilleur ailier gauche : Miloš Vujović,  Monténégro
- meilleur arrière gauche : Mikkel Hansen,  Danemark
- meilleur demi-centre : Luc Steins,  Pays-Bas
- meilleur pivot : Johannes Golla,  Allemagne
- meilleur arrière droit : Mathias Gidsel,  Danemark
- meilleur ailier droit : Aleix Gómez,  Espagne
- meilleur défenseur : Oscar Bergendahl,  Suède

### Championnat d'Europe féminin
La 14e édition du Championnat d'Europe féminin de handball se déroule du 4 au 20 novembre 2022 au Slovénie, en Macédoine du Nord et au Monténégro. La Norvège remet son titre en jeu.
Statistique et récompenses
- Meilleur joueuse :  Henny Reistad,  Norvège
- Meilleure marqueuse : Nora Mørk,  Norvège, 50 buts

Équipe type
- Meilleure gardienne de but : Cléopatre Darleux,  France
- Meilleure ailière gauche : Emma Friis,  Danemark
- Meilleure arrière gauche : Cristina Neagu,  Roumanie
- Meilleure demi-centre : Stine Bredal Oftedal,  Norvège
- Meilleure pivot : Pauletta Foppa,  France
- Meilleure arrière droite : Katrin Klujber,  Hongrie
- Meilleure ailière droite : Jovanka Radičević,  Monténégro

## Bilan de la saison 2021-2022 en club

### Coupes d'Europe (clubs)
| Compétition         | Vainqueur        | Finaliste           |
| ------------------- | ---------------- | ------------------- |
| Ligue des champions | FC Barcelone     | KS Kielce           |
| Ligue européenne    | Benfica Lisbonne | SC Magdebourg       |
| Coupe européenne    | Nærbø IL (no)    | CS Minaur Baia Mare |

| Compétition         | Vainqueur           | Finaliste    |
| ------------------- | ------------------- | ------------ |
| Ligue des champions | Vipers Kristiansand | Győri ETO KC |
| Ligue européenne    | SG BBM Bietigheim   | Viborg HK    |
| Coupe européenne    | BM Gran Canaria     | CBF Málaga   |

### Championnats européens
| Rang EHF pour 22/23 | Évol.           | Championnat       | Vainqueur             |
| ------------------- | --------------- | ----------------- | --------------------- |
| 1                   | en stagnation   | Allemagne         | SC Magdebourg         |
| 2                   | en augmentation | Espagne           | FC Barcelone          |
| 3                   | en diminution   | France            | Paris Saint-Germain   |
| 4                   | en augmentation | Hongrie           | SC Pick Szeged        |
| 5                   | en augmentation | Danemark          | GOG Håndbold          |
| 6                   | en diminution   | Macédoine du Nord | Vardar Skopje         |
| 7                   | en diminution   | Pologne           | KS Kielce             |
| 8                   | en stagnation   | Portugal          | Sporting Lisbonne     |
| 9                   | en augmentation | Roumanie          | Dinamo Bucarest       |
| 10                  | en diminution   | Croatie           | RK Zagreb             |
| 11                  | en augmentation | Slovénie          | RK Celje              |
| 12                  | en diminution   | Biélorussie       | HC Meshkov Brest      |
| 13                  | en stagnation   | Suède             | Ystads IF             |
| 14                  | en stagnation   | Ukraine           | HC Motor Zaporijjia   |
| 15                  | en stagnation   | Suisse            | Kadetten Schaffhouse  |
| 16                  | en augmentation | Russie            | Medvedi Tchekhov      |
| 17                  | en diminution   | Norvège           | Elverum Handball      |
| 18                  | en diminution   | Slovaquie         | HC Motor Zaporijjia   |
| 19                  | en augmentation | Autriche          | UHK Krems             |
| 20                  | en diminution   | Finlande          | BK-46 Karis           |
| 21                  | en stagnation   | Turquie           | Beşiktaş JK           |
| 22                  | en augmentation | Grèce             | Olympiakos Le Pirée   |
| 23                  | en stagnation   | Tchéquie          | HC Baník Karviná      |
| 24                  | en diminution   | Belgique          | HC Visé BM            |
| 25                  | en diminution   | Israël            | Hapoël Ashdod         |
| 26                  | en augmentation | Serbie            | RK Vojvodina Novi Sad |
| 27                  | en diminution   | Islande           | Valur Reykjavík       |
| 28                  | en stagnation   | Luxembourg        | Handball Esch         |
| 29                  | en augmentation | Kosovo            | KH BESA Famiglia      |
| 30                  | en diminution   | Pays-Bas          | HV Aalsmeer           |

| Rang EHF pour 22/23 | Évol.           | Championnat       | Vainqueur                |
| ------------------- | --------------- | ----------------- | ------------------------ |
| 1                   | en stagnation   | Hongrie           | Győri ETO KC             |
| 2                   | en augmentation | France            | Metz Handball            |
| 3                   | en diminution   | Russie            | Rostov-Don               |
| 4                   | en diminution   | Danemark          | Odense Håndbold          |
| 5                   | en augmentation | Norvège           | Vipers Kristiansand      |
| 6                   | en diminution   | Roumanie          | Rapid Bucarest           |
| 7                   | en stagnation   | Monténégro        | ŽRK Budućnost Podgorica  |
| 8                   | en augmentation | Croatie           | ŽRK Lokomotiva Zagreb    |
| 9                   | en diminution   | Allemagne         | SG BBM Bietigheim        |
| 10                  | en augmentation | Slovénie          | RK Krim                  |
| 11                  | en diminution   | Suède             | IK Sävehof               |
| 12                  | en augmentation | Pologne           | MKS Zagłębie Lubin       |
| 13                  | en diminution   | Tchéquie          | DHK Banik Most           |
| 14                  | en stagnation   | Turquie           | Kastamonu Belediyesi GSK |
| 15                  | en augmentation | Espagne           | BM Bera Bera             |
| 16                  | en augmentation | Serbie            | ŽRK Železničar Inđija    |
| 17                  | en stagnation   | Biélorussie       | HC Homiel                |
| 18                  | en augmentation | Autriche          | Hypo Niederösterreich    |
| 19                  | en augmentation | Italie            |                          |
| 20                  | en augmentation | Slovaquie         |                          |
| 21                  | en stagnation   | Grèce             |                          |
| 22                  | en augmentation | Ukraine           |                          |
| 23                  | en diminution   | Suisse            | Spono Eagles             |
| 24                  | en stagnation   | Pays-Bas          |                          |
| 25                  | en augmentation | Finlande          |                          |
| 25                  | en augmentation | Islande           |                          |
| 27                  | en diminution   | Macédoine du Nord |                          |
| 27                  | en stagnation   | Chypre            |                          |
| 27                  | en stagnation   | Israël            |                          |
| 27                  | en stagnation   | Kosovo            |                          |
| 27                  | en augmentation | Luxembourg        |                          |

#### Saison 2021-2022 en Allemagne
| Compétition             | Vainqueur     | Second        | Score   |
| ----------------------- | ------------- | ------------- | ------- |
| Championnat d'Allemagne | SC Magdebourg | THW Kiel      | --      |
| Coupe d'Allemagne       | THW Kiel      | SC Magdebourg | 28 – 21 |
| Supercoupe*             | THW Kiel      | TBV Lemgo     | 30 – 29 |

* l'édition 2021-2022 de la Supercoupe s'est déroulée en 2021.

#### Saison 2021-2022 en Espagne
| Compétition           | Vainqueur    | Second        | Score   |
| --------------------- | ------------ | ------------- | ------- |
| Championnat d'Espagne | FC Barcelone | BM Granollers | --      |
| Coupe ASOBAL          | FC Barcelone | Bidasoa Irún  | 37 - 29 |
| Coupe du Roi          | FC Barcelone | BM Granollers | 30 – 26 |
| Supercoupe*           | FC Barcelone | Ademar León   | 30 – 27 |

* l'édition 2021-2022 de la Supercoupe s'est déroulée en 2021.

#### Saison 2021-2022 en France
| Compétition           | Vainqueur           | Second          | Score   |
| --------------------- | ------------------- | --------------- | ------- |
| Championnat de France | Paris Saint-Germain | HBC Nantes      | --      |
| Coupe de France       | Paris Saint-Germain | HBC Nantes      | 36 - 31 |
| Coupe de la Ligue     | HBC Nantes          | Chambéry SMB HB | 28 - 21 |

* l'édition 2021-2022 de la Coupe de la Ligue se déroulée en 2021.
| Compétition           | Vainqueur     | Second                  | Score   |
| --------------------- | ------------- | ----------------------- | ------- |
| Championnat de France | Metz Handball | Brest Bretagne Handball | 49 - 48 |
| Coupe de France       | Metz Handball | ES Besançon             | 33 - 23 |

## Principaux transferts de l'intersaison 2022
Une liste non-exhaustive des transferts ayant eu lieu à l'intersaison est :
| Nat. | Joueur                    | Champ. | Club 2021-2022         | Champ.                    | Club 2022-2023                        |
| ---- | ------------------------- | ------ | ---------------------- | ------------------------- | ------------------------------------- |
|      | David Balaguer            |        | HBC Nantes             |                           | Paris Saint-Germain                   |
|      | Xavier Barachet           |        | Saint-Raphaël VHB      | Fin de carrière de joueur | Fin de carrière de joueur             |
|      | Torbjørn Bergerud         |        | GOG Håndbold           |                           | Kolstad Håndball                      |
|      | Jonathan Carlsbogård      |        | TBV Lemgo              |                           | FC Barcelone                          |
|      | Rémi Desbonnet            |        | USAM Nîmes Gard        |                           | Montpellier Handball                  |
|      | Timour Dibirov            |        | Vardar Skopje          |                           | RK Zagreb                             |
|      | Gilberto Duarte           |        | Montpellier Handball   |                           | Vardar Skopje Frisch Auf Göppingen    |
|      | Bjarki Már Elísson        |        | TBV Lemgo              |                           | Veszprém KSE                          |
|      | Ángel Fernández Pérez     |        | FC Barcelone           |                           | Limoges Handball                      |
|      | Vincent Gérard            |        | Paris Saint-Germain    |                           | Saint-Raphaël VHB                     |
|      | Yann Genty                |        | Paris Saint-Germain    |                           | Limoges Handball                      |
|      | Mathias Gidsel            |        | GOG Håndbold           |                           | Füchse Berlin                         |
|      | Jannick Green             |        | SC Magdebourg          |                           | Paris Saint-Germain                   |
|      | Michaël Guigou            |        | USAM Nîmes Gard        | Fin de carrière de joueur | Fin de carrière de joueur             |
|      | Magnus Gullerud           |        | SC Magdebourg          |                           | Kolstad Håndball                      |
|      | Viktor Gísli Hallgrímsson |        | GOG Håndbold           |                           | HBC Nantes                            |
|      | Mikkel Hansen             |        | Paris Saint-Germain    |                           | Aalborg Håndbold                      |
|      | Filip Ivić                |        | RK Zagreb              |                           | Chambéry SMBH                         |
|      | Halil Jaganjac (en)       |        | RK Nexe Našice         |                           | Rhein-Neckar Löwen                    |
|      | Karl Konan                |        | Pays d'Aix UC          |                           | Montpellier Handball                  |
|      | Benoît Kounkoud           |        | Paris Saint-Germain    |                           | KS Kielce                             |
|      | Kiril Lazarov             |        | HBC Nantes             | Fin de carrière de joueur | Fin de carrière de joueur             |
|      | Jorge Maqueda             |        | Veszprém KSE           |                           | HBC Nantes                            |
|      | Dominik Máthé             |        | Elverum Handball       |                           | Paris Saint-Germain                   |
|      | Emil Nielsen              |        | HBC Nantes             |                           | FC Barcelone                          |
|      | Andreas Palicka           |        | Redbergslids IK        |                           | Paris Saint-Germain                   |
| /    | Dragan Pechmalbec         |        | HBC Nantes             |                           | Veszprém KSE                          |
|      | Iñaki Peciña              |        | Pays d'Aix UC          |                           | Chambéry SMBH                         |
|      | Ivan Pešić                |        | TVB 1898 Stuttgart     |                           | HBC Nantes                            |
|      | Alexander Petersson       |        | MT Melsungen           | Fin de carrière de joueur | Fin de carrière de joueur             |
|      | Nikola Portner            |        | Chambéry SMBH          |                           | SC Magdebourg                         |
|      | Nedim Remili              |        | Paris Saint-Germain    |                           | KS Kielce                             |
|      | Daniel Sarmiento          |        | Saint-Raphaël VHB      | -                         | Fin de carrière de joueur Wisła Płock |
|      | Andy Schmid               |        | Rhein-Neckar Löwen     |                           | HC Kriens-Lucerne                     |
|      | Staš Skube                |        | HC Meshkov Brest       |                           | KS Kielce Montpellier Handball        |
|      | Lasse Svan Hansen         |        | SG Flensburg-Handewitt | Fin de carrière de joueur | Fin de carrière de joueur             |
|      | Mikita Vailupau           |        | HC Meshkov Brest       |                           | Veszprém KSE                          |
|      | Karl Wallinius (en)       |        | Montpellier Handball   |                           | THW Kiel                              |
|      | Hampus Wanne              |        | SG Flensburg-Handewitt |                           | FC Barcelone                          |
|      | Ali Zein                  |        | FC Barcelone           |                           | Dinamo Bucarest                       |

| Nat. | Joueuse               | Champ. | Club 2021-2022          | Champ.                     | Club 2022-2023             |
| ---- | --------------------- | ------ | ----------------------- | -------------------------- | -------------------------- |
|      | Eduarda Amorim        |        | CSM Bucarest            | Fin de carrière de joueuse | Fin de carrière de joueuse |
|      | Yvette Broch          |        | CSM Bucarest            |                            | Győri ETO KC               |
|      | Laura Glauser         |        | Győri ETO KC            |                            | CSM Bucarest               |
|      | Ana Gros              |        | RK Krim                 |                            | Győri ETO KC               |
|      | Manon Houette         |        | Bourg-de-Péage          |                            | Chambray Touraine HB       |
|      | Kristina Jørgensen    |        | Viborg HK               |                            | Metz Handball              |
|      | Orlane Kanor          |        | Metz Handball           |                            | Rapid Bucarest             |
|      | Alexandra Lacrabère   |        | Chambray Touraine HB    |                            | Rapid Bucarest             |
|      | Anna Lagerquist       |        | Rostov-Don              |                            | Neptunes de Nantes         |
|      | Amandine Leynaud      |        | Győri ETO KC            | Fin de carrière de joueuse | Fin de carrière de joueuse |
|      | Carmen Martín         |        | CSM Bucarest            |                            | IK Sävehof                 |
|      | Valeriia Maslova      |        | CSKA Moscou             |                            | Metz Handball              |
|      | Nora Mørk             |        | Vipers Kristiansand     |                            | Team Esbjerg               |
|      | Kalidiatou Niakaté    |        | Brest Bretagne Handball |                            | CSM Bucarest               |
|      | Méline Nocandy        |        | Metz Handball           |                            | Paris 92                   |
|      | Nadia Offendal        |        | Paris 92                |                            | Chambray Touraine HB       |
|      | Crina Pintea          |        | Győri ETO KC            |                            | CSM Bucarest               |
|      | Jovanka Radičević     |        | Kastamonu Bld. GSK      |                            | RK Krim                    |
|      | Jamina Roberts        |        | IK Sävehof              |                            | Vipers Kristiansand        |
|      | Océane Sercien-Ugolin |        | RK Krim                 |                            | Vipers Kristiansand        |
|      | Sandra Toft           |        | Brest Bretagne Handball |                            | Győri ETO KC               |
|      | Anna Viakhireva       |        | Rostov-Don              |                            | Vipers Kristiansand        |
|      | Grâce Zaadi           |        | Metz Handball           |                            | CSM Bucarest               |

## Décès
Parmi les personnalités du handball décédées en 2022, on trouve :
- 31 janvier : / Voldemaras Novickis
- 1er avril :  Petre Ivănescu
- 8 mai :  Bengt Johansson
- 20 juillet : / Iouri Solomko (de)
- 28 septembre :  Ahmed Hadjali
- 17 octobre : / Iouri Klimov (de)